# Klaus Fellmann

Klaus Fellmann (1991)

Klaus Fellmann (* 19. September 1941 in Dagmersellen; heimatberechtigt in Dagmersellen) ist ein Schweizer Politiker (CVP). Von 1987 bis 1999 war er Regierungsrat des Kantons Luzern.

## Jugendzeit und Ausbildung
Fellmann wurde als Sohn des Niklaus Fellmann und der Elisabeth geb. Wanner im Kanzleihaus in Dagmersellen als drittes Kind seiner Eltern geboren. Das elterliche Haus beherbergte nicht nur die Familie, sondern auch die Gemeindekanzlei. Der Vater (1898–1964) war von 1923 bis 1964 Gemeindeschreiber.
Die Primarschule besuchte Fellmann in Dagmersellen. 1954 bis 1958 war er im Kollegium der Benediktiner-Patres in Sarnen. Er entschloss sich zu einer dreijährigen Berufslehre als Verwaltungsangestellter bei seinem Vater in Dagmersellen und absolvierte dabei die kaufmännische Berufsschule in Sursee und die verwaltungsspezifische Ausbildung in Willisau, die er 1961 mit der Durchschnittsnote 5,5 abschloss. Er war in der Sportgruppe der Katholischen Jungmannschaft und im Kirchenchor Dagmersellen aktiv.
Den obligatorischen Militärdienst erfüllte er bis zur Entlassung aus der Wehrpflicht als Gefreiter im Jahr 1991. Bei der Verabschiedung war er Schultheiss des Standes Luzern.
Nach einem Sprachaufenthalt in Florenz bereitete er sich im Selbststudium auf die luzernische Gemeindeschreiber- und Notariatsprüfung vor, die er 1963 ablegte.

## Beruf und politische Tätigkeit
1964 wurde er zum Gemeindeschreiber von Dagmersellen gewählt. Damit war die Betreuung des Zivilstandsamtes verbunden. Er amtete auch als Notar. Bis 1973 betreute er zudem das Steueramt.
Er war Verwaltungsrat beim Willisauer Boten, der Luzerner Landbank AG (später: Luzerner Regiobank AG, sodann Fusion mit der Valiant Bank) und der Bekon AG (heute Bekon-Koralle AG, Dagmersellen).
1967 wurde er Kirchenrat der Katholischen Kirchgemeinde Dagmersellen. 1971 wurde er in den Grossen Rat (Parlament, heute Kantonsrat) des Kantons Luzern gewählt und dreimal mit Spitzenresultaten wiedergewählt. Er war Vizepräsident der CVP-Fraktion. 1972 wurde er Präsident der CVP des Amtes Willisau und 1976 bis 1981 präsidierte er die CVP des Kantons Luzern. 1982/83 war er Vizepräsident und 1983/84 Präsident des Grossen Rates.

## Regierungsrat
In der Delegiertenversammlung der CVP setzte er sich als Regierungsratskandidat gegen den Rechtsanwalt und späteren Ständerat Franz Wicki und gegen den damaligen Staatsschreiber Franz Schwegler durch. 1987 erfolgte die Wahl in den Regierungsrat. Er übernahm am 1. Juli 1987 das Sanitäts- und Fürsorgedepartement (später Gesundheits- und Sozialdepartement genannt). Er wurde zweimal wiedergewählt und erreichte jeweils den Spitzenplatz. Er war Vorstandsmitglied und Vizepräsident der Schweizerischen Gesundheitsdirektorenkonferenz und Präsident der interkantonalen Stiftung für Gemeindekrankenpflege in Sarnen. 1991 und 1996 war er Schultheiss (Regierungspräsident). Seine Regierungstätigkeit endete am 30. Juni 1999. Er hatte auf eine Wiederwahl verzichtet.

## Spätere Aktivitäten

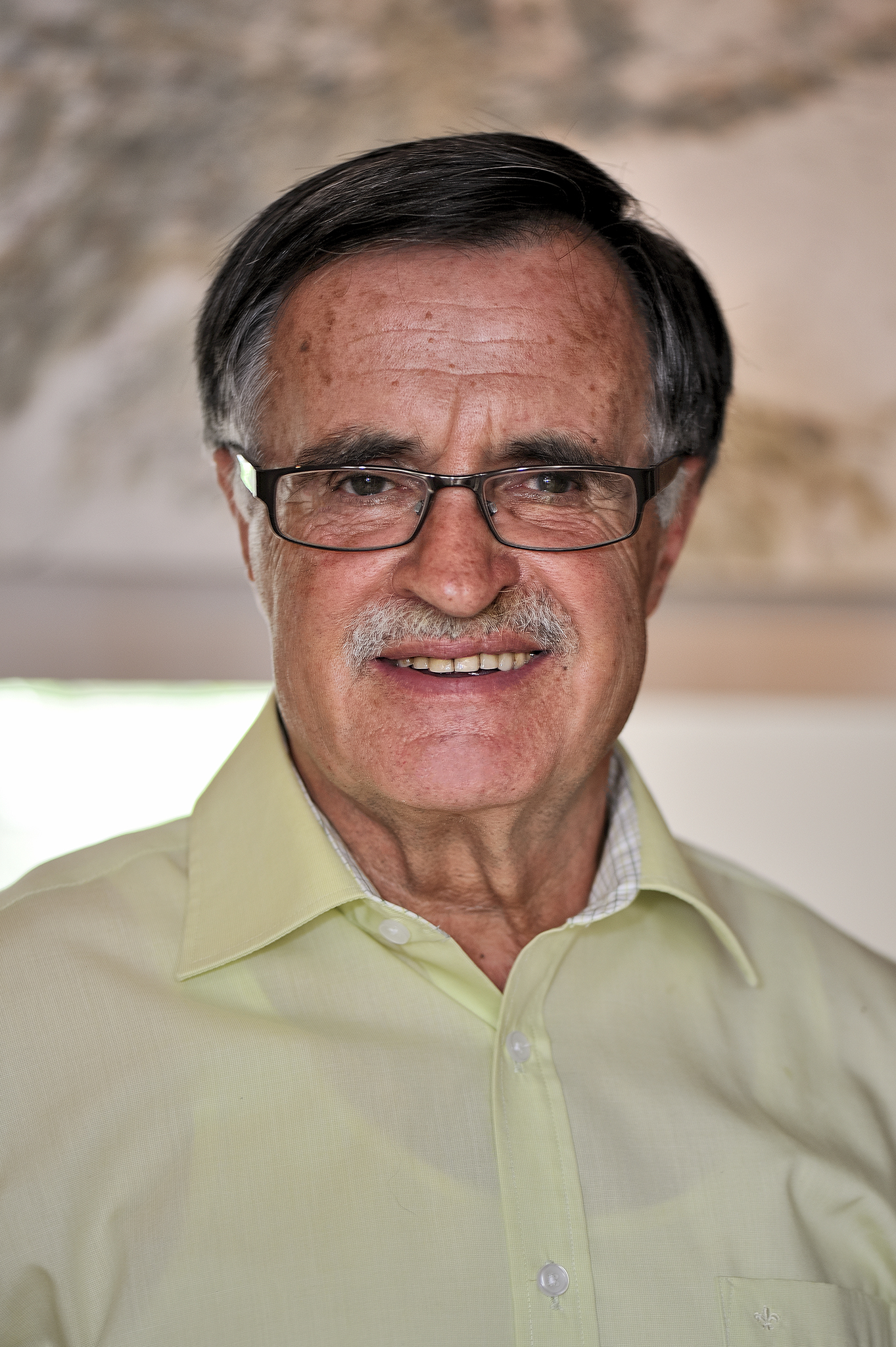
Klaus Fellmann (2012)
(Foto: Roberto Conciatori)

1999 bis 2006 war er Präsident der Stiftung Gesundheitsförderung Schweiz, 1999 bis 2004 Stiftungsrat der Schweizerischen Diabetes-Stiftung, 1999 bis 2010 Vorstandsmitglied der Lungenliga Schweiz (Bern), 2000 bis 2010 Präsident des Vereins Blindenfürsorge Innerschweiz (Horw), 2002 bis 2008 Stiftungsrat der Villa Erica in Nebikon und 2001 bis 2012 Präsident des Beirates der Weihnachtsaktion der Luzerner Zeitung. Er war Gründungsmitglied des Rotary-Clubs Willisau. Gleich nach dem Rücktritt aus dem Regierungsrat trat er wieder in den Kirchenchor Dagmersellen ein, den er 2002 bis 2010 präsidierte.

## Familie
1967 heiratete Fellmann Rita Meier aus Dagmersellen. Das Ehepaar hat drei Kinder (zwei Töchter und ein Sohn) und vier Enkelkinder.

## Würdigung
«Politisch gilt Fellmann als wertkonservativ mit hohem sozialem Engagement. Sein Stil ist Spektakulärem abhold, dafür liebt er die Qualität. Reformen um der Reformen willen lehnt er ab, hat aber mit dem Projekt Leistungsorientierte Spitäler (LOS) bewiesen, dass er jederzeit offen ist für gute Neuerungen und Entwicklungen.»

Ein Anliegen war ihm die ausgewogene Zentrumsversorgung am Kantonsspital mit Ergänzungen durch das Regionalspital Sursee/Wolhusen, die Psychiatrische Klinik St. Urban und die Höhenklinik Montana. Sein Engagement galt auch dem Sozialdepartement (Schaffung eines Kantonalen Sozialamtes und Erlass eines zeitgerechten Sozialhilfegesetzes).
Fellmann suchte in seinem politischen Wirken die Balance zwischen Selbstverantwortung und gesellschaftlicher Solidarität. Unreflektierten Reformen begegnete er kritisch. Er trat für eine vermehrte Zusammenarbeit unter den Gemeinden ein. Entsprechend war er für eine Gebietsreform, die nicht vom Kanton verordnet werde, sondern von der Basis her wachse. Analog lehnte er die Vision eines „Kantons Zentralschweiz“ ab, setzte sich aber für eine verstärkte Zusammenarbeit unter den Innerschweizer Kantonen ein. Parteipolitisch plädierte er für eine Koalition der konstruktiven Kräfte, die die Lösung von Problemen im Sinne der Allgemeinheit und nicht von Sonderinteressen anstrebten. Einer dogmatisch orientierten „Koalition der Mitte“ begegnete er nicht mit grossem Optimismus; die „Mitte“ sollte von der Lösung her politisieren. Demgemäss verhielt er sich auch in der Regierungsarbeit. Die Volksverbundenheit Fellmanns brachte ihm in sieben kantonalen Abstimmungen die Bestätigung seiner Politik: u. a. die Delegierte Herzchirurgie am Kantonsspital Luzern mit der Kooperation über die Kantonsgrenzen hinweg, die neue Form der Verbindung von stationärer und ambulanter Versorgung im Bereich der Psychiatrie und der Neubau der Frauenklinik Luzern.